# Valletta Football Club 2020-2021
Questa voce raccoglie le informazioni riguardanti il Valletta Football Club nelle competizioni ufficiali della stagione 2020-2021.

## Maglie e sponsor
| Casa | Trasferta |

Sponsor ufficiale: Iniala

Fornitore tecnico: Joma

## Rosa
Aggiornata al 17 ottobre 2020.
| N. |                            | Ruolo | Calciatore       |
| -- | -------------------------- | ----- | ---------------- |
| 1  | Malta (bandiera)           | P     | Henry Bonello    |
| 2  | Malta (bandiera)           | D     | Jonathan Caruana |
| 5  | Malta (bandiera)           | D     | Ryan Camilleri   |
| 8  | Argentina (bandiera)       | A     | Santiago Malano  |
| 9  | Brasile (bandiera)         | A     | Taylon           |
| 10 | Italia (bandiera)          | A     | Matteo Piciollo  |
| 11 | Malta (bandiera)           | C     | Shaun Dimech     |
| 14 | Malta (bandiera)           | A     | Kyrian Nwoko     |
| 16 | Malta (bandiera)           | D     | Jean Borg        |
| 17 | Albania (bandiera)         | C     | Eslit Sala       |
| 18 | Rep. Dominicana (bandiera) | C     | Enmy Peña        |
| 19 | Malta (bandiera)           | D     | Joseph Zerafa    |
| 20 | Giappone (bandiera)        | C     | Taisei Marukawa  |

| N. |                      | Ruolo | Calciatore        |
| -- | -------------------- | ----- | ----------------- |
| 22 | Malta (bandiera)     | D     | Nicolas Pulis     |
| 24 | Malta (bandiera)     | C     | Rowen Muscat      |
| 27 | Argentina (bandiera) | A     | Miguel Alba       |
| 41 | Malta (bandiera)     | P     | Yenz Cini         |
| 55 | Serbia (bandiera)    | D     | Mihailo Jovanović |
| 89 | Malta (bandiera)     | A     | Mario Fontanella  |
|    | Malta (bandiera)     | C     | Ryan Fenech       |
|    | Malta (bandiera)     | C     | Tristan Caruana   |
|    | Argentina (bandiera) | D     | Leandro Aguirre   |
|    | Malta (bandiera)     | D     | Miguel Attard     |
|    | Malta (bandiera)     | P     | Daniel Attard     |
|    | Malta (bandiera)     | P     | Reeves Cini       |